# Garjainia
Garjainia – rodzaj drapieżnego archozauromorfa z wczesnego triasu (olenek), obejmujący gatunki opisane na podstawie skamieniałości odkrytych na obszarze Rosji i Republiki Południowej Afryki. Długość jej ciała wynosiła 1,5-1,8 metra. Zwierzę uważane jest za blisko spokrewnione z południowoafrykańskim erytrozuchem.
Odkrywca garjainii, Witalij Oczew, zaliczył ją do specjalnie dla niej wydzielonej rodziny Garjainidae. Natomiast inny radziecki uczony, Tatarinov, uznał, że rodzaje Erytrosuchus i Garjainia są synonimiczne. Obecnie, garjainię zalicza się do osobnego rodzaju wchodzącego w skład rodziny Erythrosuchidae. Ponadto, zwraca się uwagę na istnienie u niej wielu cech pierwotnych, wskazujących na jej charakter przejściowy między rodziną Proterosuchidae (zwierzę uważa się za potomka chasmatozucha), a rodziną Erythrosuchidae.
| ← mln lat temuGarjainia |          |            |          |          |           |         |          |         |          |           |      |    |
| Prekambr←4,6 mld        | Kambr541 | Ordowik485 | Sylur443 | Dewon419 | Karbon359 | Perm299 | Trias252 | Jura201 | Kreda145 | Paleog.66 | Ng23 | Q2 |